# 영천 신월리 삼층석탑
영천 신월리 삼층석탑(永川 新月里 三層石塔)은 대한민국 경상북도 영천시 금호읍 신흥사에 있는, 9세기 신라의 삼층석탑이다. 대한민국의 보물 제465호로 지정되어 있다.
높이가 4.75미터이다. 이중 기단 위에 3층의 탑신을 쌓아 올린 것으로 전형적인 신라 석탑의 양식을 지니고 있다. 윗 기단부의 면석에는 8부 중상이 양각되어 있고, 탑신부는 옥신과 옥개석이 하나의 돌로 조성되었다. 옥개석 받침은 4층이고 추녀 밑은 수평을 이루었다. 기단과 탑신부의 여러 곳에 손상을 입었으나, 신라 석탑의 아름다움을 잘 보여주는 탑이라고 할 수 있다.